# Emrehan Ceylan
Emrehan Ceylan (* 10. Januar 1980 in İzmit) ist ein türkischer Fußballtorhüter.

## Karriere

### Verein
Ceylan begann seine Vereinsfußballkarriere in der Jugendmannschaft von Zeytinburnuspor und wurde hier 1997 mit einem Profivertrag ausgestattet in den Profikader aufgenommen. Nach drei Jahren verließ er diesen Verein und spielte die nachfolgenden Jahre bei diversen Vereinen der TFF 3. Lig, TFF 2. Lig, TFF 1. Lig und Süper Lig.
Zur Saison 2012/13 wechselte er zum Drittligisten Turgutluspor.

### Nationalmannschaft
Ceylan spielte 1998 zwei Mal für die türkische U-17- und einmal für die U-18-Nationalmannschaft.